# Phare de Ship Shoal
Le phare de Ship Shoal (en anglais : Ship Shoal Light), est un phare historique de type phare à vis (Screw-pile lighthouse situé dans le Golfe du Mexique, au sud-ouest de l'isle Dernière, dans la Paroisse de Terrebonne en Louisiane. Il est actuellement abandonné mais bénéficie encore de deux feux blancs à clignotement rapide d'avertissement d'obstacle.

## Histoire
Le récif Ship Shoal (connu sous le nom de Ship Island Shoal dans les premières cartes) est une barre orientée est-ouest dans les eaux du golfe du Mexique. L'État de Louisiane avait demandé au congrès américain qu'une lumière soit érigée sur ce récif dangereux en 1848, mais au lieu d'une tour fixe, un bateau-phare a été fourni. [3] Ce navire, le Pleasonton, a été nommé en l'honneur de Stephen Pleasonton (en), qui était responsable du service des phares à l'époque. Il a pris position le 29 décembre 1849 en émettant une lumière rouge.
Le mandat du Pleasonton touchait à sa fin et, lorsque le Conseil des phares a été créé en 1852, il a demandé des fonds pour la construction d'une tour de fer destinée à remplacer le bateau-phare  qui fut érigé en 1859. La tour a été modelée sur celles construites le long de la côte de la Floride, avec un anneau de huit piles ancrées dans le fond et surmonté d’une tour à claire-voie octogonale d’une hauteur de 38 m. La maison du gardien était une maison de fer cylindrique sur une plate-forme près de la base de la tour. Une lentille de Fresnel de deuxième ordre équipait la lanterne. Pendant la guerre de Sécession, les forces confédérées ont envahi la tour et ont emporté l'objectif et le verre de la lanterne, avant de les ramener à Saint-Martinville, mais elles ont été récupérées à la fin de la guerre. Dans l’intervalle, la tour a été reprise par l’Union et une nouvelle lentille a été montée. 
Peu de temps après la guerre, le conseil du phare a appris que les gardiens à la lumière tombaient malades. Une enquête menée en 1866 a révélé que le problème était la présence de peinture au plomb rouge dans les citernes d phare, qui empoisonnait l'eau. La peinture a été décapée et les réservoirs ont été recouverts de goudron. 
La tour a survécu à de nombreux ouragans, mais au fil du temps, elle a développé une inclinaison considérable à laquelle l'installation de blocs de granit autour des semelles en 1896 n'a pas suffi à y remédier. La balise a été automatisée en 1929 et abandonnée en 1965,  et la tour a été abandonnée, bien que des lumières clignotantes aient été allumées sur la structure pour avertir du danger existant. La ville de Berwick envisage de déplacer la tour dans un parc de la ville, attenant au phare de Southwest Reef, qui a déjà été déplacée, mais le phare de Ship Shoal reste dans le golfe pour le moment.

Identifiant : ARLHS : USA-759 ; USCG : 4-0730 - Admiralty : J3957 . 

### Lien connexe
- Liste des phares de la Louisiane